# Sericesthis rectangula
Sericesthis rectangula är en skalbaggsart som beskrevs av Blackburn 1907. Sericesthis rectangula ingår i släktet Sericesthis och familjen Melolonthidae. Inga underarter finns listade i Catalogue of Life.